# Província Ultramarina de Cabo Verde
```
   |-
       |
Erro:
:  
valor não especificado para "
nome_comum
"

   |-
       | 
Erro:
:  
valor não especificado para "
continente
"
```

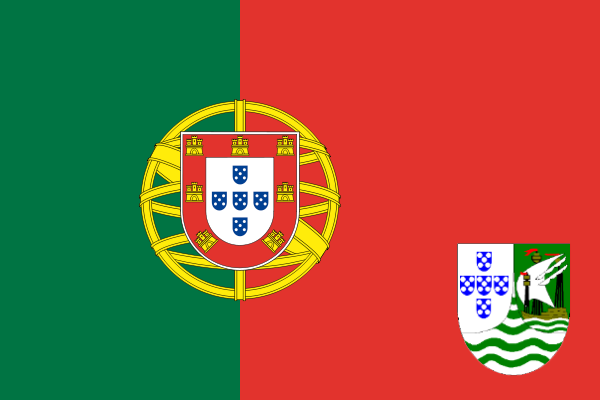
Bandeira proposta, mas nunca aprovada para a Província Ultramarina de Cabo Verde

Província Ultramarina de Cabo Verde foi uma colónia do Império Português estabelecida no ano de 1462, até a independência de Cabo Verde a 5 de julho de 1975. Antes da chegada dos portugueses, Cabo Verde era desabitado.

## História

### Século XV
As ilhas de Cabo Verde foram descobertas entre 1460 e 1462 por marinheiros portugueses e genoveses a serviço da Coroa Portuguesa. As ilhas do sudeste, incluindo a maior ilha de Santiago, foram descobertas em 1460 por Antonio da Noli e Diogo Gomes. As restantes ilhas do Noroeste, São Nicolau, São Vicente e Santo Antão foram descobertas em 1461 ou 1462 por Diogo Afonso. Não há evidências de assentamentos humanos em Cabo Verde antes da chegada dos portugueses.
Em 1462, a cidade de Ribeira Grande (hoje Cidade Velha) foi fundada na costa sul de Santiago. O assentamento tornou-se um importante porto de escala à colonização portuguesa em direção à África e à América do Sul. Nos séculos XVI e XVII, foi um centro de comércio marítimo entre a África, o Cabo, o Brasil e o Caribe. Devido à sua proximidade com a costa africana, era uma plataforma essencial para o comércio de pessoas escravizadas. Outros primeiros assentamentos portugueses foram São Filipe na ilha do Fogo (entre 1470 e 1490), Praia, em Santiago (antes de 1516), Ribeira Grande em Santo Antão (meados do século XVI) e Ribeira Brava em São Nicolau (1653).
Em 1492, a Inquisição Espanhola emergiu em sua mais completa expressão de anti-semitismo. Estendeu-se ao vizinho Portugal, onde o Rei João II e, especialmente, Manuel I, em 1496, decidiu exilar milhares de judeus para São Tomé, Príncipe e Cabo Verde. Eles foram autorizados a se envolver no comércio. Os comerciantes freelance eram referidos como lançados, que eram frequentemente, mas nem sempre, de origem judaica.

### Séculos XVI a XIX
As riquezas da Ribeira Grande e os conflitos entre Portugal e as potências coloniais rivais de Reino da França e Reino da Inglaterra atraíram ataques de piratas, incluindo os de Francis Drake (1585) e Jacques Cassard (1712). Apesar da construção do Forte Real de São Filipe em 1587-93, a Ribeira Grande permaneceu vulnerável e entrou em declínio. A capital foi transferida à Praia em 1770.
A erupção do vulcão Pico do Fogo em 1680 cobriu grande parte da ilha do Fogo em cinzas, o que obrigou muitos habitantes a fugirem à vizinha Ilha Brava. A partir do final do século XVIII, os navios baleeiros da América do Norte começaram a caçar baleias em torno dos Açores e das ilhas de Cabo Verde. Eles usaram os portos de Brava para estocar suprimentos e água potável. Contrataram homens da Brava como marinheiros, e vários deles se estabeleceram ao redor do porto baleeiro de New Bedford, em Massachusetts.
A exploração de sal na ilha do Sal aumentou cerca de 1800. A cidade portuária de Mindelo cresceu rapidamente após 1838, quando foi estabelecido um depósito de carvão para abastecer navios nas rotas atlânticas. No decorrer do século XIX, o Planalto da Praia foi completamente remodelado com ruas de acordo com um plano de grade, alinhado com grandes edifícios coloniais e mansões. A escravidão foi abolida em Cabo Verde em 1876.

### Século XX
Desde o início do século XX o porto do Mindelo perdeu a importância à navegação transatlântica. As causas para isso foram a mudança do carvão para o petróleo como combustível para navios, a ascensão de portos concorrentes como Dacar e as Ilhas Canárias e a falta de investimento em infraestrutura portuária. Devido ao seu clima geralmente seco, Cabo Verde foi atingido por uma série de fomes relacionadas à seca entre os anos 1580 e 1950. Duas das piores fomes de Cabo Verde ocorreram em 1941-43 e 1947-48, matando cerca de 45 000 pessoas. Vários milhares de ilhéus emigraram, por exemplo, aceitando contratos de trabalho nas plantações de cacau de São Tomé e Príncipe e plantações na Angola Portuguesa.

No período que antecedeu e durante a Guerra Colonial Portuguesa, aqueles que planeavam e lutavam no conflito armado na Guiné Portuguesa frequentemente vinculavam o objectivo da libertação da Guiné-Bissau ao objectivo de libertação em Cabo Verde. Por exemplo, em 1956, Amílcar e Luís Cabral fundaram o Partido Africano para a Independência da Guiné e Cabo Verde (PAIGC). No entanto, não houve conflito armado em Cabo Verde e, em última análise, a independência de Cabo Verde resultou da negociação com Portugal após a Revolução dos Cravos de abril de 1974. Em Agosto de 1974, foi assinado um acordo em Argel entre o governo português e o PAIGC, reconhecendo a independência da Guiné-Bissau e o direito à independência de Cabo Verde. Em 5 de julho de 1975, na Praia, o Primeiro-Ministro de Portugal, Vasco Gonçalves, entregou o poder ao Presidente da Assembleia Nacional, Abílio Duarte, e Cabo Verde tornou-se independente.